# Угорсько-чехословацькі відносини в 1918-1938 роках
Угорсько-чехословацькі відносини в 1918-1938 роках – це політико-соціальні  відносини Чехословаччини (1918–1991 рр.) та Угорщини у період 1918-1938 рр., які після Першої світової війни перейшли на новий етап свого розвитку. Базова структура угорсько-чехословацьких відносин була сформована під зовнішнім впливом європейських країн. 
Угорщина та Чехословаччина – це країни, які постали на карті Європи як незалежні у 1918 р.: Чехословаччина – 28 жовтня 1918 р., Угорщина – 31 жовтня 1918 р., внаслідок поділу територій  європейськими країнами після Першої світової війни та Паризької мирної конференції 1919-1920 рр.
В цілому, відносини між Угорщиною і Чехословацькою Республікою (далі  ЧСР) упродовж 1918 –1938 рр. були наповнені атмосферою ворожості і недовіри. 
Головною причиною напружених відносин між ними була боротьба за території Словаччини та Підкарпатської Русі, якія до 1918-1919 р. фактічно входили до складу Угорщини, а після до Чехословаччини. 

## І період 1918–1920 рр.
Угорсько-чехословацькі відносини перейшли на новий етап свого розвитку в 1918 – 1919 рр., прикріпленням 61000 кв. км. угорських земель (території Словаччини та Підкарпатської Русі) до території сучасної Чехіі, на яких проживали 3,5 млн. жителів, з них 1 млн. 72 тис. угорців.
На міжнародному рівні приєднані території були легалізовані Тріанонським мирним договором 1920 р. Внаслідок укладання цієї угоди було гарантовано збереження прав угорців як меншин на відокремлених територіях. Включення угорських територій до складу ЧСР стало передумовою угорського ревізіонізму, спрямованого в міжвоєнний період проти ЧСР. Отже, основні угорські міжвоєнні дипломатичні зусилля були спрямовані на повернення втрачених територій.

### 1918 р.
Проблеми пов’язані з територіальними намаганнями Угорщини щодо територій Словаччини та Підкарпатської Русі, а також невизначеність чітких кордонів між Чехословаччиною та стали найскладнішими завданнями новоствореної 28 жовтня 1918 р. Чехословаччини. 
30 жовтня 1918 р. у словацькому містечку Мартін була зібрана Словацька національна рада, яка вимагала у Будапешта права на самовизначення. Це сталося, тому що самі словаки визнали себе частиною чехословацької нації. Однак контроль уряд ЧСР над приєднаними територіями  на схід від р. Морави не встановив.  Цим скористались угорські війська, які не дозволяли чеським формуванням пройти  далі у глиб південно-західних районів Словаччини.
На міжнародному рівні питання кордонів Словаччини теж обговорювались, головним чином у Франції. На Паризькій мирній конференції чехословацький міністр іноземних справ Е. Бенеш наголошував на створенні коридору з угорських територій між Братиславою і Терстом для того, щоб поділити Австрію і Угорщину. Проте чехословацькі військові загони були витісненні угорськими з території Словаччини. Виправдання дій чехословацьких загонів К. Крамаржем (голова празького керівництва) полягало в тому, що «чеські загони прийшли в Словаччину тільки для того, щоб запобігти насиллю і анархії, так як адміністрація і угорська жандармерія покинули свої місця».
6 грудня 1918 р. відомий словацький політик М. Годжа підписав договір (або договір «Годжа-Барта»)  про проведення тимчасової чехословацько-угорської демаркаційної лінії, за якою на угорській території зоставалась частина земель, яка пізніше увійшла у склад Словаччини. 

### 1919 р.
Наприкінці 1918 р. до Будапешта надійшов наказ від країн Західної Європи (Франція, Велика Британія, Італія) та США, у якому йшлося про обов’язкове відведення угорських військ з прикордонних територій. Це дозволило чеським військам у другій половині грудня — на початку січня 1919 р. зайняти більшу частину словацьких земель. 
Це призвело до того, що Угорщина почала активну проугорську пропаганду у ЗМІ. Окрім того уряд Угорщини розпочав створення  мілітаристських організацій. Таким чином, словацьке чиновництво та інтелігенція відмовлялись йти працювати до чеських установ оскільки були проугорсько настроєні. Чехи бачили в цьому підкуп словаків Будапештом. Це стало причиною активної заміни словацьких урядовців чеськими. За перші три роки існування ЧСР в Словаччину було переселено більше 60 тис. чехів. 
Чехословацька політична верхівка наголошувала на проведенні точних демаркаційних кордонів і в січні 1919 р. було створено декілька проектів майбутніх кордонів республіки. 5 лютого 1919 р. проекти були доповненні і представленні Е. Бенешом на Паризькій мирній конференції. Програма була поділена на три частини: 
1. Чехія, Моравія і Сілезія як основні історичні території, на які претендує Прага. 
2. Проблема приєднання Словаччини.
3. Приєднання Прикарпаття, Лужиці та питання про створення коридору між ЧСР та Югославією ( далі — СХС) .
Створення чехословацько-угорського кордонів по лінії між р. Дунай та р. Уж було складною проблемою, яку мали вирішити і узгодити обидві сторони. По розрахункам Е. Бенеша, новий кордон мав включати у Чехословаччині півмільйону угорську громаду і відповідно 500 тис. спільноту словаків, які мали лишитися на території Угорщини.
4 березня 1919 р.  на Паризькій конференції було знову переглянуто питання чехословацьких кордонів. На цій конференції критики зазнала поденно-східні кордони Словаччини. Проте Е.Бенеш не бачив у цьому проблеми і повідомляв Прагу, що об'єднання Чехії та Моравії зі Словаччиною вже «вирішене питання».

### Чехословацько-угорська війна (березень – червень 1919 р.)
Довготривала відсутність чітких кордонів між ЧСР і Угорщиною було одним із вирішальних факторів, які уповільнювали повне визнання місцевим населенням нового державного устрою. Про відносини Чехословаччини і Угорщини словацькі депутати Революційних Національних зборів говорили: «страх перед поверненням угорської влади в одних і надія на повернення у інших — особливо у мадярів та мадяризованих елементів, ворожих республіці, — приводять до того, що частина населення, особливо у містах і коло Демаркаційної лінії, ще не вважають себе громадянами Чехословацької республіки і відносяться до республіки пасивно або вороже».
Після того як прем’єр-міністр Угорської республіки К. Каройї відмовився притриматися наказу Антанти переправити угорські війська за Демаркаційну лінію, влада в країні перейшла до соціал-демократичної партії. Соціалісти об’єдналися у блок з угорськими комуністами і створили новий уряд на чолі з Б. Куном, а країна стала називатись Угорською Радянською Республікою.
Потім, чехословацькі війська в рамках запобігання заворушенням на «нічийній території» перетнули демаркаційну лінію та проникли у глиб угорських територій.  Приводом до протистоянь угорців та чехів стало захоплення останніми м. Мишкольця, а на початку травня чехи зайняли міста Чоп, Мукачеве та Міхаловці. Наступ чехів на південь та південний схід проходило згідно з «лінією Фоша», яка була запропонована французьким військовим командуванням як нова лінія демаркації між ЧСР та Угорщиною. 
Прихід до влади комуністів у Будапешті чехи використали на власну користь. Вже 9 травня 1919 р. Е. Бенеш з Парижу інформував президента Т.Г. Масарика про прийняття остаточного рішення щодо кордонів між ЧСР та Угорщиною. За цим рішенням кордони проходили по лінії Братислава — правий рукав Дунаю у Житного острову — р. Іполь. Відповідальність за дотримання кордонів покладалось на учасників Паризької мирної конференції. 
Навесні 1919 р. на території Словаччини рівень проугорської пропаганди значно зріс. Пропаганда була орієнтована в двох напрямках:
1. Агітація за незалежність Словаччини 
2. Агітація за роз’єднання словацьких районів з Угорщиною. 
Античеську пропаганду поширювали католицькі єпископи та робітники старої адміністрації. їх діяльність була сконцентрована на розповсюдженні листівок з аеропланів або роздаванні їх та памфлетів перехожим. 
30 травня 1919 р. угорська Червона армія перейшла у контрнаступ. Це призвело до захоплення угорцями Східної Словаччини. За підтримки угорських комуністів в Пряшеві 16 червня 1919 р. була проголошена Словацька Радянська Республіка. Проте під тиском Антанти дуже скоро угорські війська почали евакуацію зі словацької території. 
12 червня 1919 р. в Парижі була прийнята нова лінія кордону між ЧСР та Угорщиною, яка знову змінила демаркацію кордонів на користь ЧСР. Згодом, ця лінія демаркації стала державним кордоном між ЧСР та Угорщиною.  
На кінець 1919 р. було здійснено перепис населення, за яким було зафіксовано зменшення кількості угорців в Словаччині з 30 % до 23,5% у порівнянні з 1910 р. А також з 2923 тис. населення Словаччини 1954 тис. було записано як «чехословаки». Останні становили: 689 тис. угорців, 143 тис. німців, 54 тис. русинів і 81 тис. «інших».

### ПідписанняТріанонського мирного договіру (4 липня 1920 р.)
Тріанонський мирний договір являв собою закінчення періоду нестійкості кордонів Угорщини з Чехословаччиною і закріпляв дефінітивний розділ Верхньої Угорщини між Прагою і Будапештом.  

## ІІ період (осінь 1920 р. – осінь 1921 р.)
Цей період характеризується налагодженням відносин між Угорщиною та Чехословаччиною та проведенням великої кількості переговорів, які сприяли нетривалому порозумінню між країнами. 
У березні 1921 р. відбулась зустріч угорського міністра іноземних справ Густава Граца з Е. Бенешом. А в червні та вересні Міклош Банффі,  наступник Г.Граца, двічі зустрівся з Е.Бенешом в ЧСР. Угорці в Чехословаччині змогли створити свою печатку, культурні та політичні організації. Партії угорської національної меншини змогли в 1920 р. пройти в чехословацький парламент.
Не дивлячись на переговори та зустрічі представників Угорщини та ЧСР, вони так і не змогли налагодити відносини між собою. Неможливість примирення показала ситуація, яка сталася восени 1921 р. Загострення конфлікту було пов’язане з намаганням Габсбургів повернутися на угорський престол. Це в свою чергу викликало чехословацьку загрозу інтервенції до Угорщини.
Угорців  як меншість в Чехословаччині за переписом населення здійсненним Чехословаччиною у 1921 р. було нараховано 745,4 тис. (5,6% населення всієї країни).

## ІІІ період ( 1921 р. –1938 р.)
Цей період характеризується як прихованою так і відкритою формою ревізіонізму проти ЧСР. Спроба нормалізації відносин між ЧСР та Угорщиною відбулася лише у період з 1936 по 1938 рр., але зазнала невдачі. Отже, в даний період стан ворожнечі постійно переважав у міждержавних відносинах Угорщини та ЧСР.
В даний період Угорщина активно шукала підтримки в інших країн. Спочатку Будапешт заручився підтримкою Італії. Це було пов’язано з бажанням Риму створити в 1927 р. блок католицьких країн в Центральній Європі. В листопаді 1934 р. Австрія, Італія та Угорщина підписали Римські протоколи. Союзником Угорщини у 1937 р. стала Німеччина (обговорення у листопаді 1937 р. німецько-угорської координації дій щодо перегляду чехословацько-угорського кордону як пріоритетного напрямку угорського ревізіонізму.
Угорці  як меншість в Чехословаччині за переписом населення 1930 р. становили 597 тис. (4,2 %). В 1935 р. угорці в Чехословаччині змогли об’єднатися в Угорську єдину партію на чолі з Яношем Естергазі і увійшли до парламенту. Проте частина політичної еліти угорської національної меншості не змирилася зі своїм становищем і в 1938 р. висунула іредентистські вимоги повернення до Угорщини відібраних у неї за умовами Тріанонського договору земель разом з автохтонним населенням. 
2 листопада 1938 р. на нараді міністрів закордонних справ Німеччини та Італії у Відні був підписаний Віденський арбітраж. За рішенням Віденського третейського суду Угорщині передавалися 10,3 тис. кв. км. словацької території з населенням більше 850 тис. 59 % якого становили угорці.

## Претензії Угорщини щодо ЧСР
Спроби налагодження відносин між Будапештом та Прагою завжди були не успішними через двосторонні претензії. Угорська сторона висувала претензії до Чехословаччини у соціально-екномічному контексті.

### Корекція кордонів
Територіальні суперечки не були ліквідовані повністю Тріанонським договором і це залишалось головною причиною напруженості між Будапештом і Прагою. Від ЧСР угорці вимагали або повернення етнічних територій (Житного острова та прикордонної частини до Рожняви)
або Східної Словаччини. 
ЧСР розглядало можливість територіальних поступок. Але в свою чергу вимагало припинити політику ревізіонізму та забезпечити словакам в Угорщині автономію. 
Отже, територіальні претензії мали двосторонній характер, що ставило нормалізацію політико-економічних відносин між країнами у залежність від вирішення територіального питання. 

### Угорська меншість і апатриди
Причиною складних відносин між ЧСР та Угорщиною був утиск населення Східної Словаччини та ПР. Це було пов’язано з тим, що чехословацька влада не дозволила більшості населення своїх східних територій отримати громадянство республіки. Таким чином, більшість населення ново приєднаних територій ставали «іноземцями», яких у 1921 р. нарахували в Словаччині у кількості 239 тис. чоловік. Вони не мали право брати участь у політичному житті республіки та могли бути легко депортовані.

### Аграрна реформа і колонізація
Аграрна реформа була проведена ЧСР у 1919 р. За нею земельні території вилучались в угорської аристократії, а угорська меншість майже повністю була вилучена з числа бенефіціаріїв. Будапештом була осуджена «чеська колонізація» Південної Словаччини, яка проводилася за допомоги аграрної реформи. Угорська сторона припускала, що метою аграрної реформи була ліквідація угорських землеволодінь та «розчинення» угорських поселень чеськими колоністами.

### Біженці
Проблема біженців постала після 1918 р., коли біженці покинули Словаччину та ПР. Чехословаччина постійно здійснювала депортації і забороняла повертатися назад. Тому протягом 1918 – 1924 рр. до Угорщини прибуло 150 тис. чоловік з ЧСР. У літку 1921 р. зафіксовано 29 сімей депортованих з ЧСР.

### ЧСР і угорська опозиція
Перебування з 1919 р. в ЧСР угорської лівої політичної еміграції, яка активно вела свою політику проти режиму Горті в Угорщині не задовольняло Будапешт. Е.Бенеш пропонував гортистам замінити монархію на республіку, а також фінансував опозиційний «ліберальний блок» Угорщини.

### Чехословацький тиск
Проблема полягала у чехословацькій позиції на міжнародному рівні. ЧСР намагалася максимально ізолювати Угорщину для того, щоб примусити її піти на мир з ЧСР на умовах останньої.